# Конструкторско-технологический институт вычислительной техники СО РАН
Конструкторско-технологический институт вычислительной техники СО РАН — один из институтов Новосибирского научного центра Сибирского отделения Российской академии наук. Расположен в Новосибирске.

## Общие сведения
Основными направлениями научной деятельности института являются научное приборостроение, биомедицинская информатика, математическое моделирование и вычислительные технологии в области физики, энергетики, механики сплошной среды и экологии, цифровая обработка изображений, создание систем информатики, информационно-коммуникационных технологий в задачах принятия решений.

## История
Конструкторско-технологический институт образован в 1981 году на базе СКБ прикладной геофизики как СКБ вычислительной техники (СКБ ВТ) СО АН СССР. В статусе института существует с ноября 1990 года согласно Постановлению Президиума СО АН СССР, первоначально в составе Объединенного института вычислительной математики и информатики, с 1995 года в составе Объединенного института автоматики и электрометрии, а с 1997 КТИ ВТ СО РАН в составе Объединенного института информатики СО РАН.

## Структура
В состав института входят следующие конструкторско-технологические подразделения:
- Лаборатория № 1 «Информационных систем» (Зав. лабораторией: к.ф.-м.н. Ковалев Сергей Протасович)
- Лаборатория № 2 «Индустриальной информатики» (Зав. лабораторией: к.т. н. Чейдо Геннадий Петрович)[6]
- Лаборатория № 3 «Вычислительных систем и сетей»[7]
- Лаборатория № 4 «Биомедицинская информатика» (Зав. лабораторией: д.б.н. Ратушняк Александр Савельевич)[8]
- Лаборатория № 5 «Автоматизированных систем» (Зав. лабораторией: к.т. н. Михальцов Эдуард Григорьевич)
- Лаборатория № 6 «Биоинформатики» (Зав. лабораторией: Колпаков Федор Анатольевич)[9]
- Лаборатория № 7 «Оптоэлектроники» (Зав. лабораторией: к.х.н. Гаранин Виктор Геннадьевич)[10]
- Отдел № 1 «Промышленной автоматизации»
- Отдел № 2 «Измерительных систем и приборостроения»
- Сектор «Цифровых управляющих систем»
- Цех № 1 «Радиомонтажа и наладки средств вычислительной техники»
- Цех № 2 «Механообработки»

## Дирекция
- Директор — Голушко, Сергей Кузьмич[1]
- Зам. директора по научной работе:
  - Золотухин Евгений Павлович, кандидат технических наук
  - Шакиров Станислав Рудольфович, кандидат физико-математических наук
- Учёный секретарь
  - Окольнишников Виктор Васильевич, доктор технических наук